# Oliver Elton
Oliver Elton (3 giugno 1861 – 4 giugno 1945) è stato un biografo e critico letterario inglese. Fu anche traduttore e tenne la cattedra di King Alfred Professor di inglese all'Università di Liverpool.

## Biografia
Unico figlio di Sarah e del reverendo Charles Allen Elton (1820-1887). Nel 1888 Elton si sposa con Letitia Maynard MacColl, sorella di Dugald Sutherland MacColl, ebbero tre figli.
Nel 1881 in occasione della pubblicazione del suo volume intitolato Poems ("Poesie") Oscar Wilde inviò all'Oxford Union, una copia dell'opera sperando in un'ammissione alla prestigiosa biblioteca. Qui l'opera fu esaminata dallo stesso Elton che si avvalse per l'occasione dell'aiuto del giovane Henry Newbolt. Nel leggerla ed esporre il proprio giudizio furono molto critici: parlavano di immoralità, inconsistenza e affermando che l'opera fosse colma di plagi di autori del passato più importanti.